# 爱德华·汤姆斯
爱德华·汤姆斯（英語：Edward Toms，1899年12月11日—1971年1月2日），英国男子田径运动员，主攻短跑。他曾代表英国参加1924年夏季奥林匹克运动会田径比赛，获得男子4×400米接力铜牌。